# Alberto Ferrero La Marmora
Alberto Ferrero La Marmora o Della Marmora (* 7 de abril de 1789, Turín, Italia - † 18 de marzo de 1863, Turín ) fue un soldado y naturalista italiano. General en las Guerras Napoleónicas, fue condecorado personalmente por Napoleón. Más tarde llegaría a trabajar para el Rey de Cerdeña. 
En 1826, escribió Viaggio in Sardegna (Viaje a Cerdeña), a través del cual extendió el estudio anteriormente realizado sobre la isla por Francesco Cetti. Muchos de los animales capturados y reunidos por La Marmora fueron enviados a Franco Andrea Bonelli a la Universidad de Turín. También mantuvo correspondencia con el sucesor de Bonelli, Giuseppe Genéand. La Punta La Marmora, la más alta montaña de la isla, se llamó así en su honor.
En 1845, en colaboración con el caballero y mayor Carlo de Candia, creó el gran mapa marítimo de Cerdeña a escala 1: 250.000, versión de viaje del Reino de Cerdeña. Se convirtió en gobernador general de Cerdeña en 1849 y finalmente se retiró a Turín, donde murió a los 73 años el 18 de marzo de 1863.